# Nicoleta Albu
Nicoleta Albu est une rameuse roumaine, née le 10 août 1988 à Brăila.

## Palmarès

### Championnats du monde d'aviron
- 2013 à Chungju,  Corée du Sud
  -  Médaille d'argent en deux de pointe
  -  Médaille d'argent en huit barré
- 2010 à Hamilton,  Nouvelle-Zélande
  -  Médaille de bronze en huit barré
- 2009 à Poznań,  Pologne
  -  Médaille d'argent en deux de pointe
  -  Médaille d'argent en huit barré

### Championnats d'Europe d'aviron
- 2014 à Belgrade,  Serbie
  -  Médaille d'or en huit barré
- 2013 à Séville,  Espagne
  -  Médaille d'or en huit barré
- 2012 à Varese,  Italie
  -  Médaille d'or en deux de pointe
  -  Médaille de bronze en quatre de couple
- 2011 à Plovdiv,  Bulgarie
  -  Médaille d'or en deux de pointe
  -  Médaille de bronze en quatre de couple
- 2010 à Montemor-o-Velho,  Portugal
  -  Médaille d'or en deux de pointe
  -  Médaille d'or en huit barré
- 2009 à Brest (Biélorussie),  Biélorussie
  -  Médaille d'or en deux de pointe
- 2007 à Poznań,  Pologne
  -  Médaille de bronze en deux de pointe